# Echiochilon pauciflorum
Echiochilon pauciflorum là loài thực vật có hoa trong họ Mồ hôi. Loài này được (Stocks) Långström & M.W.Chase mô tả khoa học đầu tiên năm 2002.